# Távollátás
A távollátás, más néven túllátás (hypermetropia) látászavar, amiben a szem alkalmazkodása nélkül a közeli tárgyakról nem keletkezik éles kép az ideghártyán. A szem fénytörő képessége elmarad az egészséges 66 dioptriától, mert a szemgolyó túl rövid a törőképességéhez képest, a lencse laposabb, vagy hiányzik. Alkalmazkodás nélkül a közeli tárgyról érkező fénysugarak a szemgolyó mögött találkoznának; minél közelebb van az adott tárgy, annál hátrább kerül a fénysugarak találkozási pontja, és annál homályosabb lesz a kép. 
A rövidlátás geometriai-optikai ellentéte. A látásélességre hatással van a hiperópia mértéke, csakúgy mint a beteg kora és az akkomodációs képesség.
A távollátásnak mindenekelőtt genetikai okai vannak. Bár sok vele született szembetegség jár együtt távollátással, önmagában véve a távollátást nem tekintik betegségnek, hanem kisebb fénytörési hibának számít. Az emberek 50%-a távollátó.
A hiperópiát gyakran tévesztik össze a presbiópiával. Ez egy másik állapot, melyet a természetes öregedés által a szemlencse megkeményedése illetve a lencsetok csökkent rugalmassága okoz, ezzel csökkentve a szem akkomodációs képességét.

## Osztályozása
A távollátás osztályozása erősség szerint:
- Gyenge távollátás: 3 dioptriáig (fakultatív hypermetropia)

Természetes alkalmazkodással kiegyenlítődik.
- Közepes távollátás: 3-6, vagy 8 dioptria (relatív hypermetrópia)

Az érintett csak kancsalítva tud közelre nézni.
- Erős távollátás: 6-8 dioptrián felül. (absolut hypermetropia)

A szem már nem alkalmazkodik.
A legkisebb távolság, amire a távollátó már jól lát, a közelpont.

## Alkalmazkodás

Sugármenetek a nyugalmi állapotú, nem alkalmazkodó távollátó szemben. Fent korrekció nélkül, lent korrekcióval

A kis, vagy közepes távollátást a szem automatikusan kiegyenlíti a szemlencse összehúzásával. Az érintett nem is veszi ezt észre. Amíg ez az alkalmazkodás lehetővé teszi az éleslátást, addig a távollátást felesleges korrigálni. Fejfájás, állandósult rossz közérzet, alkalmankénti homályos látás hívhatja fel a figyelmet arra, hogy valami nincs rendben.
A gyerekek távollátónak születnek, de ez a növekedéssel együtt csökken. A 3.0 dioptriát meghaladó távollátást azonban már gyermekkorban korrigálni kell, különben a kancsalság veszélye fenyeget. Ez az akkomodatív kancsalság. A hiperópia komoly fennállása esetén az agynak a születéstől nehézségei vannak hogy egyesítse a két szemből érkező információkat, mivel az egyes szemekbe érkező kép mindig homályos. Egy komoly hiperópiában szenvedő gyerek sosem látta részleteiben a tárgyakat. S ha az agy nem tudja megtanulni részleteiben látni a tárgyakat később nagy esély van arra, hogy az egyik szem dominánsabb lesz. Az eredmények azt mutatják, hogy az agy blokkolja a kevésbé domináns szemből érkező ingereket és kancsalságot illetve amblyopiát okozhat. A hiperópiás gyerekek általában közel állnak a tv-hez, hogy jobban láthassák azt. 
Az erősen távollátókat (6-8 dioptriától) nem fenyegeti az akkomodatív kancsalság. A szem fénytörése közelre áll be, a sugártest megmerevedik. 
Fontos, hogy korlátai vannak az emberi szem által megvalósítható akkomodáció mértékének. Az alkalmazkodás képességének csökkenésével a távollátás 35-45 éves korban eléri azt a mértéket, hogy a közeli tartomány nem látszik élesnek. Az időskori távollátás korábban jelentkezik, és erősebb, mint a nem távollátóknál. A korrekció javítja a közelre, később a távolra látás élességét is, és tehermentesíti az alkalmazkodást még abban a tartományban is, ami szabad szemmel is élesen látszik.

## Időskori távollátás
A kor előrehaladtával a szem alkalmazkodási képessége csökken. Ez okozza az egyre nagyobb távollátást.
Például, ha egy 10 éves szeme 15 dioptriás alkalmazkodással bír, akkor 20 éves korban 10, 30 évesen 7 dioptria marad. 40 éves korra ez tovább csökken 4,5 dioptriára, és itt kezdődnek a panaszok. A könyvet, újságot egyre távolabb kell tartania ahhoz, hogy olvasni tudjon.
A szem átlagos alkalmazkodási képessége és közelpontja az életkor függvényében:
| Kor (év) | Alkalmazkodóképesség (dpt) | Közelpont (cm) |
| -------- | -------------------------- | -------------- |
| 10       | 13,5                       | 7,5            |
| 20       | 10,0                       | 10,0           |
| 30       | 7,5                        | 13,5           |
| 40       | 4,5                        | 22,0           |
| 45       | 3,5                        | 28,5           |
| 50       | 2,5                        | 40,0           |
| 55       | 1,5                        | 66,5           |
| 60       | 1,0                        | 100,0          |
| 65       | 0,5                        | 200,0          |
| 70       | 0,25                       | 400,0          |

## Kockázatai
A távollátók zárt zugú zöldhályogra hajlamosak.
Míg az erősen rövidlátókat el szokták tiltani az ugrálástól, a labdajátékoktól, és a nehéz súlyok emelésétől, addig a távollátók, még az erősen távollátók is minden különösebb kockázat nélkül végezhetik ezeket a tevékenységeket.

## Kezelése
A távollátást konvex lencsékkel korrigálják. Ezek a lencsék gyűjtőlencsék, és pozitív törőerejűek, dioptriájuk pozitív. Felnőtteknél lézeres szemműtét is szóba jöhet. 
Az alulkorrigált távollátás gyermekkorban kancsalsághoz vezethet, ezért fontos a megfelelő törőerejű szemüveg kiválasztása. A legerősebb olyan lencsét írják fel, amivel a távollátó a sugárizmok bénításával még végig tudja olvasni a táblát. Sokszor a felírt szemüveg nem javítja a látás élességét, csak az alkalmazkodóképességet tehermentesíti. Ennek ellenére ezt a szemüveget a kancsalság veszélye miatt hordani kell. A nagyobb távollátás jó térlátás és megfelelő alkalmazkodás esetén is javításra szorul, legkésőbb az iskola megkezdésétől kezdve.
Az intraokuláris lencse nélkül végzett lencseeltávolításos szürkehályog-műtét erős távollátáshoz vezet (13 dioptriával), aminek korrekciójához nagyon erős szemüvegre van szükség.
Vannak kísérletek arra, hogy a távollátást, és a többi látáshibát szemtornával számolják fel, de az ellenőrzött kísérletek hiánya miatt az orvostudomány elutasítja a módszert.
Az időskori távollátás korrekciójára többféle módszer is létezik. Az ideális korrekció mértéke a különböző tevékenységektől függ. Például, a fekve olvasás távolsága 30-40 cm, az ülve olvasásé 50 cm, a barkácsolás, kézműves munka távolsága 45-60 cm, a számítógép képernyőjéé 60-80 cm. Minél közelebb van valami, annál nagyobb korrekcióra van szükség. A fekve olvasáshoz 2,5-3, a számítógépes munkához 1-1,5 dioptria kell.
A módszerek között megtalálhatók az egyszerű olvasószemüveg, a bi- és trifokális lencsék, a folytonos átmenetet biztosító lencsék, és a félszemüvegek. Ez utóbbiak azoknak valók, akiknek nincs szükségük korrekcióra a távolra nézéshez. Emellett igénybe vehetők multifokális kontaktlencsék, multifokális intraokuláris lencsék, és alkalmazható a monovíziós technika. Ez utóbbi azt jelenti, hogy az egyik szemet élesre állítják a közeli tartományban, így az ezzel a technikával élő közelre és távolra is élesre láthat, de elveszti e térlátását.
2000-ben bevezették az alkalmazkodó intraokuláris lencsét, amivel legalább olyan jól lehet látni, mint hagyományos társaival.